# Sarzeau
Sarzeau (bret.: Sarzhav) ist eine französische Gemeinde mit 9.068 Einwohnern (Stand 1. Januar 2022) im Département Morbihan in der Region Bretagne.

## Lage
Sarzeau liegt etwa in der Mitte der Rhuys-Halbinsel, die den Golf von Morbihan vom offenen Meer, vom Atlantischen Ozean trennt. Mit etwa 65 Kilometern Küstenlinie – teils am Golf, teils am Atlantik – ist sie eine der Gemeinden Frankreichs mit der längsten Küste. Das Gemeindegebiet gehört zum Regionalen Naturpark Golfe du Morbihan.

## Geschichte
1858 wurde der Ortsteil Saint-Armel von Sarzeau abgetrennt und bekam eine eigene Gemeindeverwaltung, 1864 geschah das Gleiche mit Le Tour-du-Parc.

## Bevölkerungsentwicklung
| Jahr                       | 1962 | 1968 | 1975 | 1982 | 1990 | 1999 | 2009 | 2019 |
| Einwohner                  | 3669 | 3676 | 4088 | 4406 | 4972 | 6143 | 7659 | 8791 |
| Quellen: Cassini und INSEE |      |      |      |      |      |      |      |      |

## Sehenswürdigkeiten
Die Burg Suscinio, seit 1840 als Monument historique geschützt, stammt aus dem 13. Jahrhundert. Die Wehrerker und der Eingang  stammen aus dem 15. Jahrhundert, der Taubenturm aus dem 14. Jahrhundert. Bei Ausgrabungen hat man 1975 in mehreren Metern Tiefe Bodenfliesen aus verziertem Terrakotta aus dem Ende des 13. und Anfang des 14. Jahrhunderts gefunden. Die Fliesen befinden sich heute im Hauptgebäude.
Das Schloss Kerlevenan wurde am Ende des 18. Jahrhunderts (ab 1784) vom Architekten Jacques-François Jouanne für Joseph-Armand de Gouvello aus Granit-Bruchstein gebaut. Die Stallungen und der Garten mit chinesischem Pavillon und Temple de l’amour wurden um 1785 von Jouanne vervollständigt. Die Säulen und andere Verzierungen bestehen aus Kalkstein. Die Arbeiten mussten wegen der Französischen Revolution (1789–1799) unterbrochen werden und wurden erst 1814 wieder aufgenommen. Der Architekt Augustin Caristie vervollständigte die Westfassade 1829. Der Temple de l’amour wurde am Ende des 19. Jahrhunderts in eine Kapelle umgebaut.

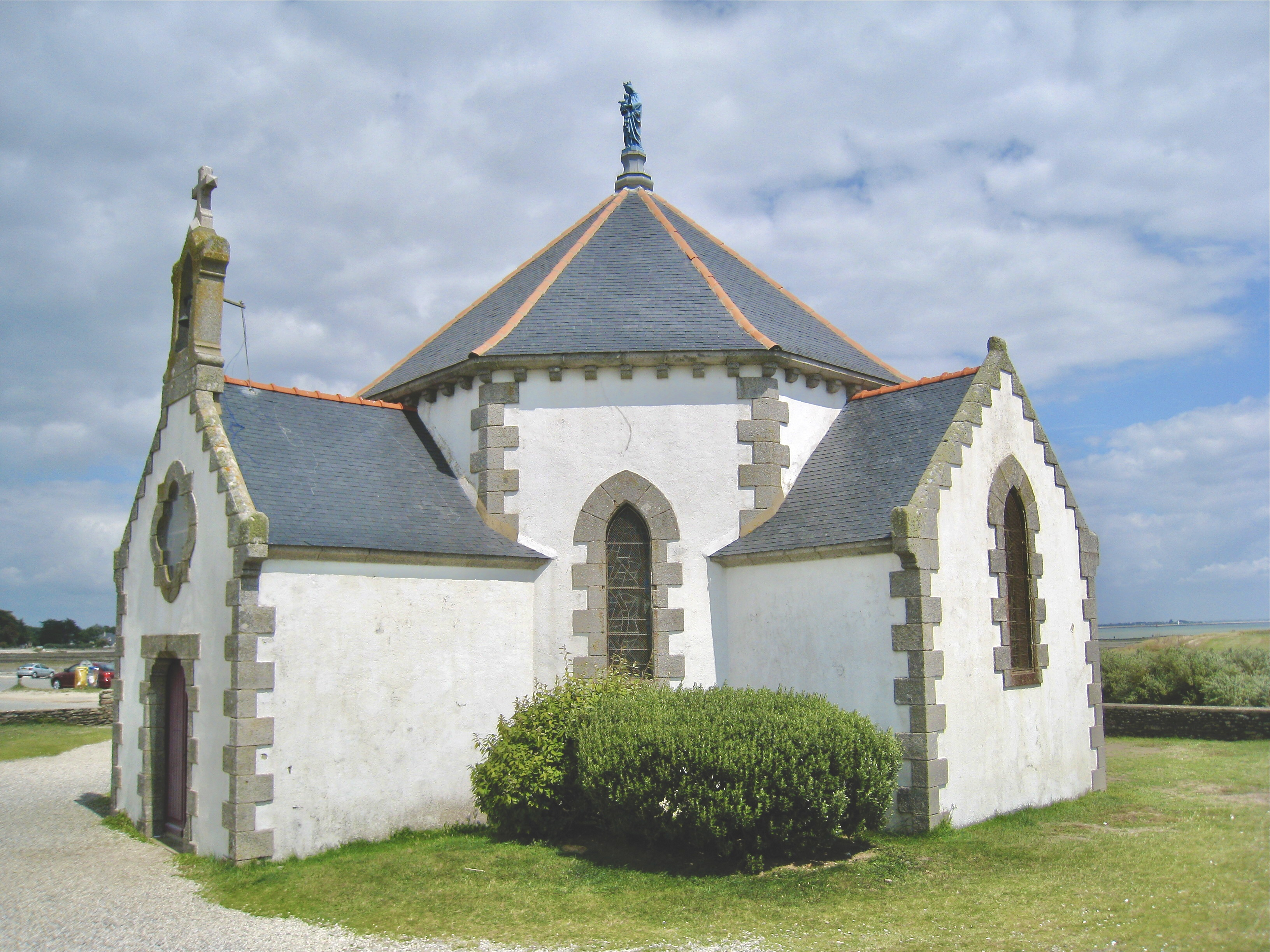
Kapelle von Penvins
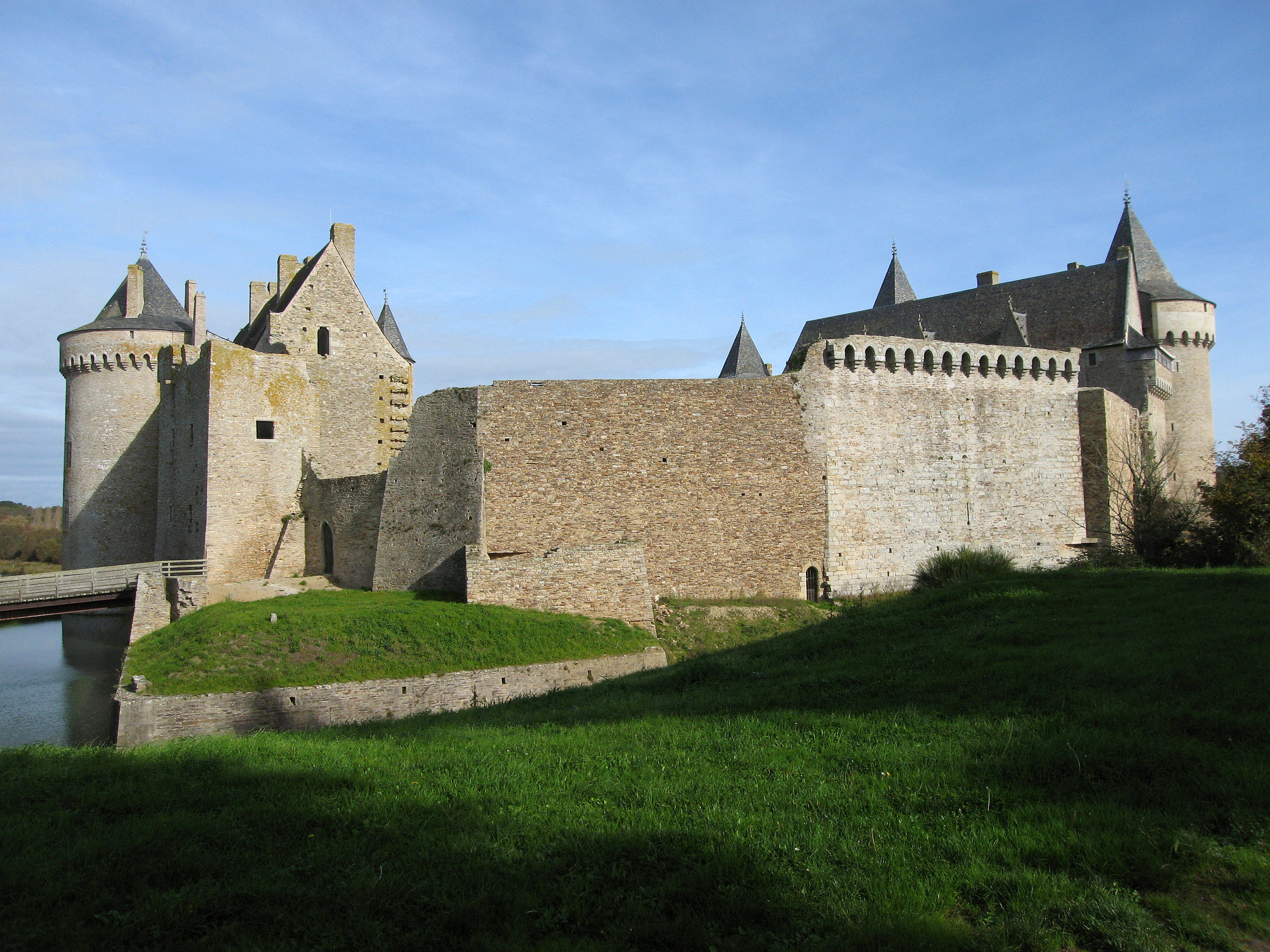
Burg Suscinio
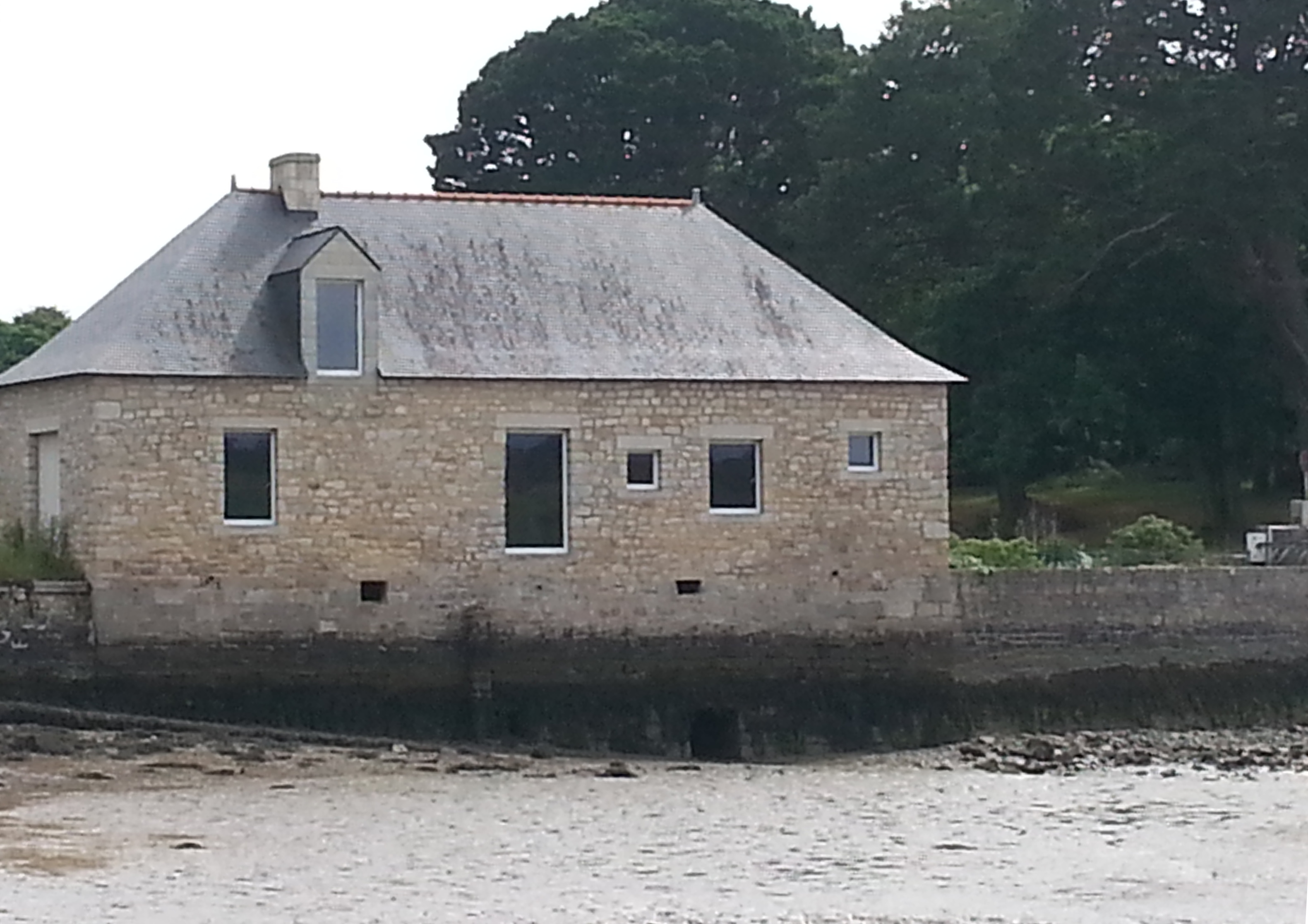
Gezeitenmühle von Lindin
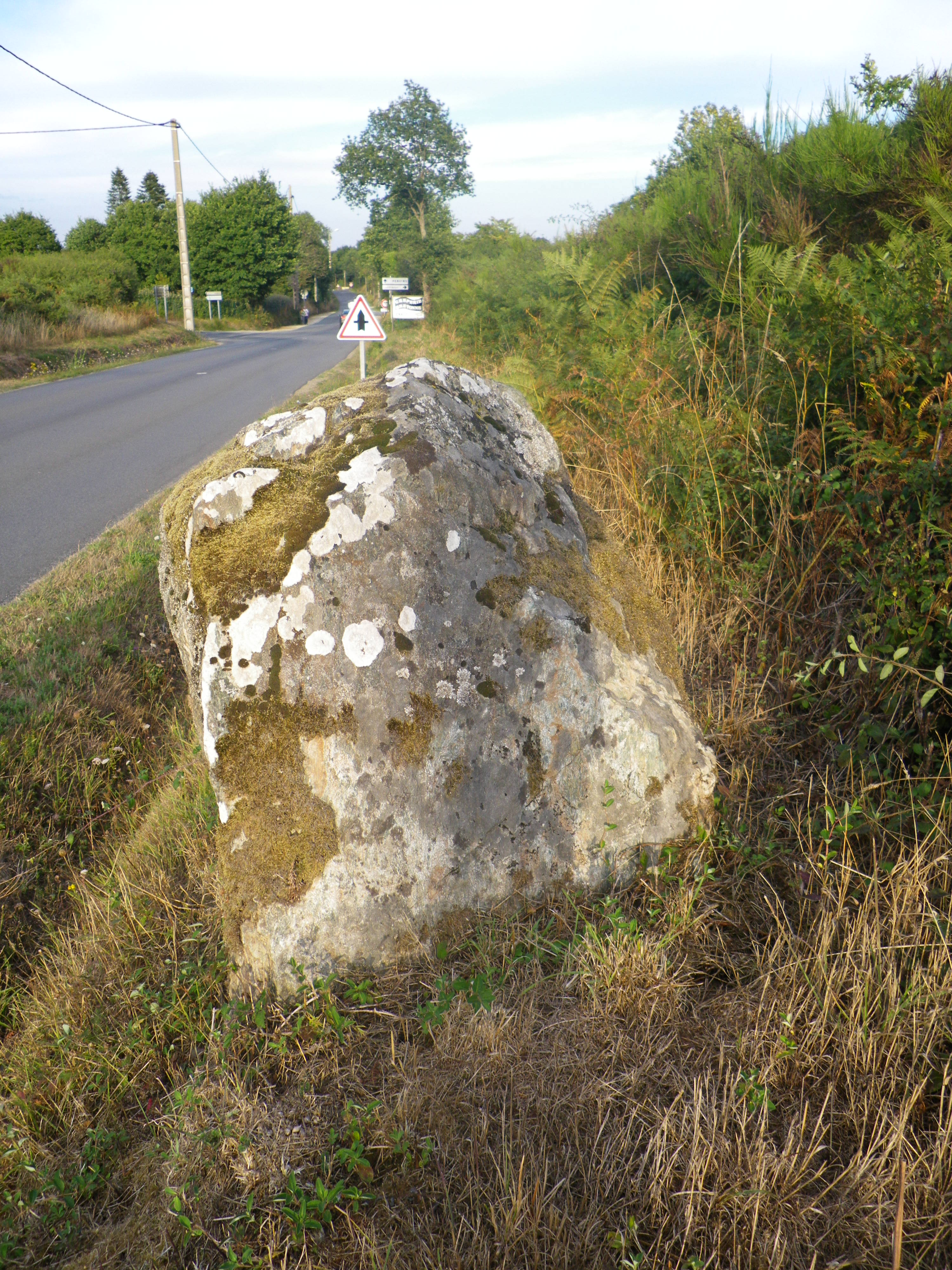
Menhir von Bodérin

## Gemeindepartnerschaft
Partnergemeinde von Sarzeau ist die deutsche Gemeinde Dahlem in Nordrhein-Westfalen.

## Persönlichkeiten
- Alain-René Lesage (1668–1747), Schriftsteller
- Joseph Marie Lequinio de Kerblay (1755–1814) war ein Revolutionär, Mitglied des Nationalkonvents und Schriftsteller.[5]